# Старотатышево
Старотатышево (баш. Иҫке Татыш) — село в Илишевском районе Республики Башкортостан Российской Федерации. Входит в состав Ябалаковского сельсовета.

## География

### Географическое положение
Расстояние до:
- районного центра (Верхнеяркеево): 55 км,
- центра сельсовета (Ябалаково): 14 км,
- ближайшей ж/д станции (Буздяк): 162 км.

## История
Село было основано башкирами Киргизской волости Казанской дороги на собственных вотчинных землях. Известно с 1748 года под названием Татышево. С возникновением между 1917 и 1920 годов деревни Новый Татыш получило нынешнее название. 
Административный центр упразднённого в 2008 году Старотатышевского сельсовета.

## Население
| 2002 | 2009 | 2010 |
| ---- | ---- | ---- |
| 485  | ↘481 | ↘451 |

Национальный состав
Согласно переписи 2002 года, преобладающая национальность — башкиры (92 %).

## Религия
В селе есть мечеть.